# Zodarion scutatum
Zodarion scutatum là một loài nhện trong họ Zodariidae.
Loài này thuộc chi Zodarion. Zodarion scutatum được Jörg Wunderlich miêu tả năm 1980.